# 阿氏犬齒非鯽
阿氏犬齒非鯽（学名：Cynotilapia axelrodi）為輻鰭魚綱鱸形目隆頭魚亞目慈鯛科的其中一種，被IUCN列為易危保育類動物，分布於非洲馬拉威湖流域，棲息深度2-10公尺，體長可達7.7公分，棲息在岩石底質水域，以浮游生物為食，生活習性不明，可做為觀賞魚。

## 擴展閱讀
維基物種上的相關：阿氏犬齒非鯽